# .dmg
Apple Disk Image (Imagem de Disco Apple) é um formato de imagem de disco comumente usado pelo sistema operacional macOS. Quando aberto, uma Imagem de Disco Apple é montada como um volume dentro do Finder do Macintosh.
Uma Imagem de Disco Apple pode ser estruturada de acordo com uma das variadas extensões de arquivos do proprietário, incluindo Universal Disk Image Format (Formato de Imagem de Disco Universal, UDIF) do Mac OS X e o New Disk Image Format (Novo Formato de Imagem de Disco, NDIF) do Mac OS 9. O nome de um arquivo de imagem de disco Apple normalmente contém ".dmg" como extensão.

## Abrindo um arquivo .dmg no Windows
Uma vez que arquivos .dmg são exclusivos do MacOS, não é possível abri-lo no Windows sem o uso de aplicações externas.

### Abrindo com 7-Zip
7-Zip é uma ferramenta de compressão leve, porém poderosa que é gratuita para baixar. Além de extrair arquivos DMG, ela pode ser usada para extrair a maioria dos arquivos comprimidos que existem, incluindo ZIP, CAB, ISO e RAR, por exemplo.
Após instalar 7-Zip, é possível clicar duas vezes em um arquivo DMG para abri-lo e olhar seu conteúdo, além de extraí-los para mais fácil utilização. Quando a extração acabar, será possível navegar os arquivos numa janela normal do File Explorer.

### Abrindo com DMG Extractor
DMG Extractor promove uma alternativa para a extração de arquivos DMG. A versão gratuita funciona bem, mas contém limitações:
- Não é possível extrair arquivos maiores que 4 GB;
- Não é possível extrair arquivos criptografados;
- É possível apenas extrair 5 arquivos por vez.

O processo de extração do DMG Extractor é similar ao do 7-Zip.